# Chiesa dei Santi Pietro e Paolo (Villalta, Fagagna)
La chiesa dei Santi Pietro e Paolo  è la parrocchiale di Villalta di Fagagna, in provincia e arcidiocesi di Udine; fa parte della forania del Friuli Collinare.

## Storia

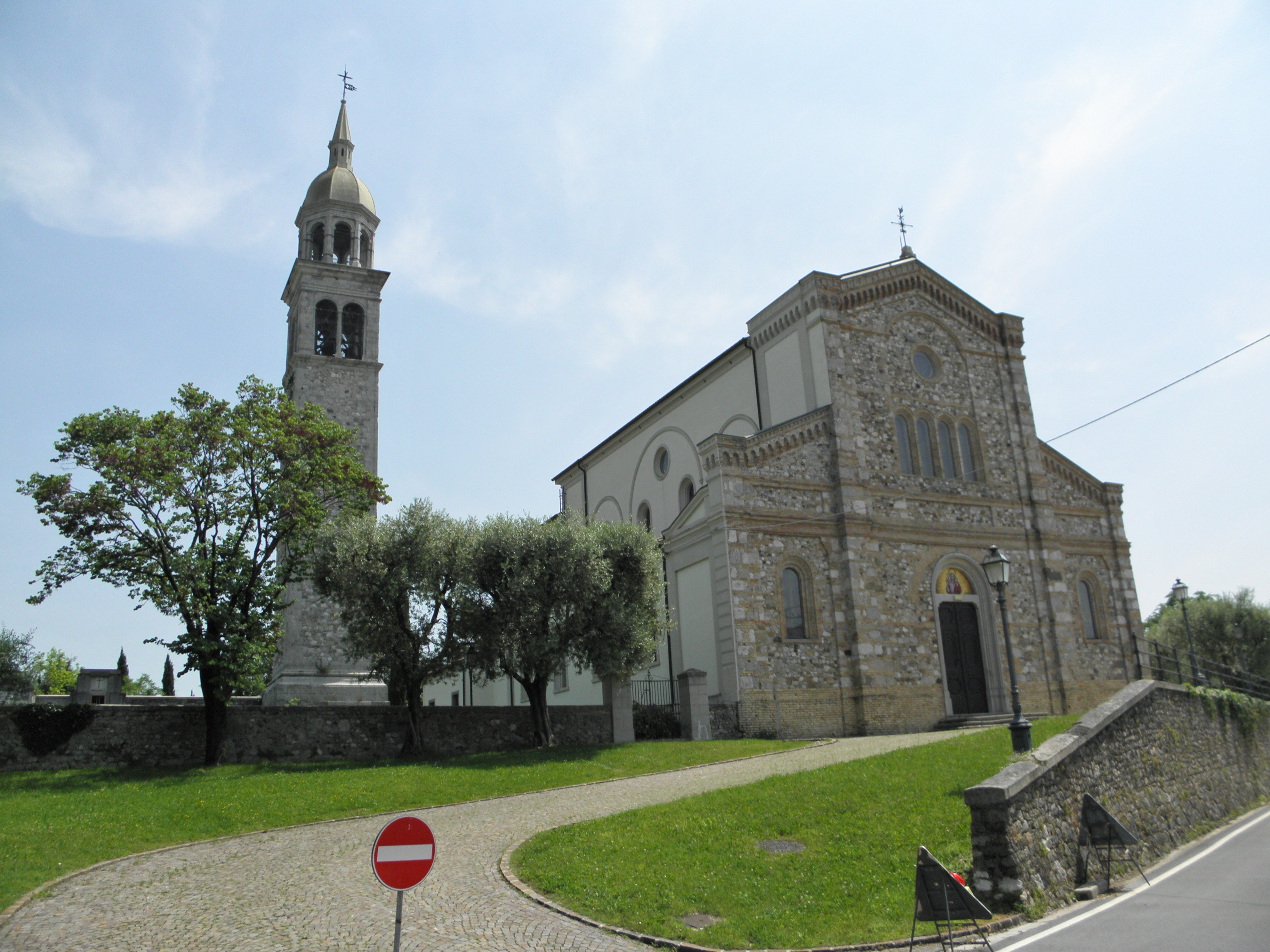
Chiesa e campanile

La prima menzione di una chiesa a Villalta risale al XIII secolo. Detta chiesetta fu distrutta da un incendio nel 1634 e venne prontamente riedificata. L'edificio venne poi ampliato nel XVIII secolo.
I lavori di costruzione del campanile incominciarono nel 1861 e si conclusero trenta anni dopo.
Nel 1898 si iniziò a costruire l'attuale parrocchiale, conclusa nel 1913.
La chiesa venne restaurata nel 1986 e nel 2009.